# 무깟디마

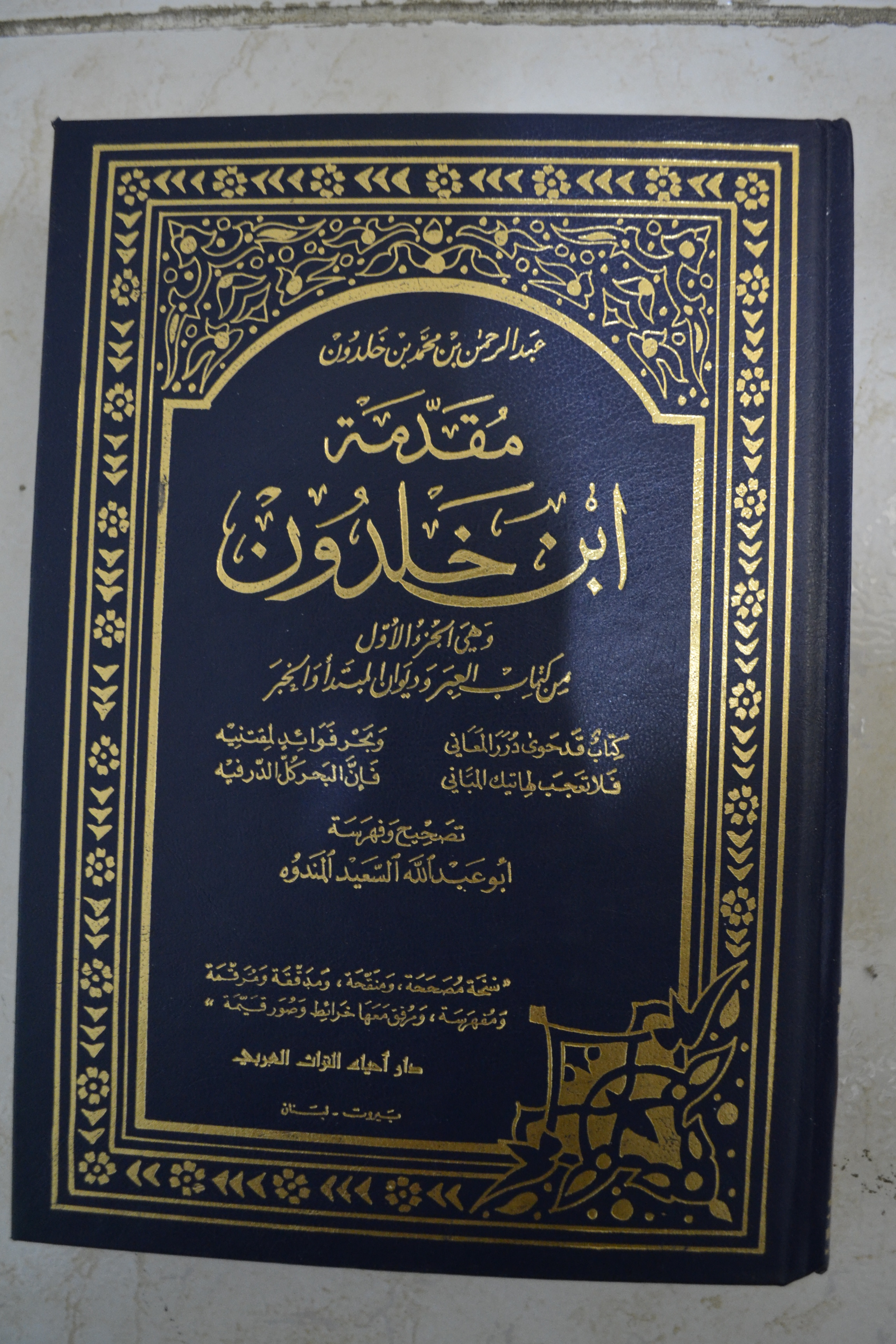

무깟디마(아랍어: مقدّمة)는 아랍인, 베르베르인 출신 역사가 이븐 칼둔이 1377년에 저술한 책이다. 이븐 칼둔의 서문으로도 알려져 있다. 이 책은 초기 인류사에 관해 기록하였다.
몇몇 현대 사상가들은 이 책을 역사철학, 사회과학, 사회학, 인구통계학, 역사학, 문화사, 사회 다원설, 생태학, 다원설, 경제학 등을 다루는 최초의 서적으로도 본다. 또 무깟디마는 이슬람 신학, 정치철학 그리고 생물학, 화학 영역도 다루고 있다.
무깟디마는 사전적으로 '머리글', '서문'을 뜻한다. 1377년, 이븐 칼둔은 《충고의 서》라는 세계사에 관한 책 (총 7권)의 서문으로 무깟디마를 썼다.

## 한국어 번역
- 김정아 옮김, 《무깟디마 1~2》(서울: 소명출판, 2012)
- 김정아 옮김, 《무깟디마》(서울: 소명출판, 2020년 3월 17일)(개정판)